# Angela Kang

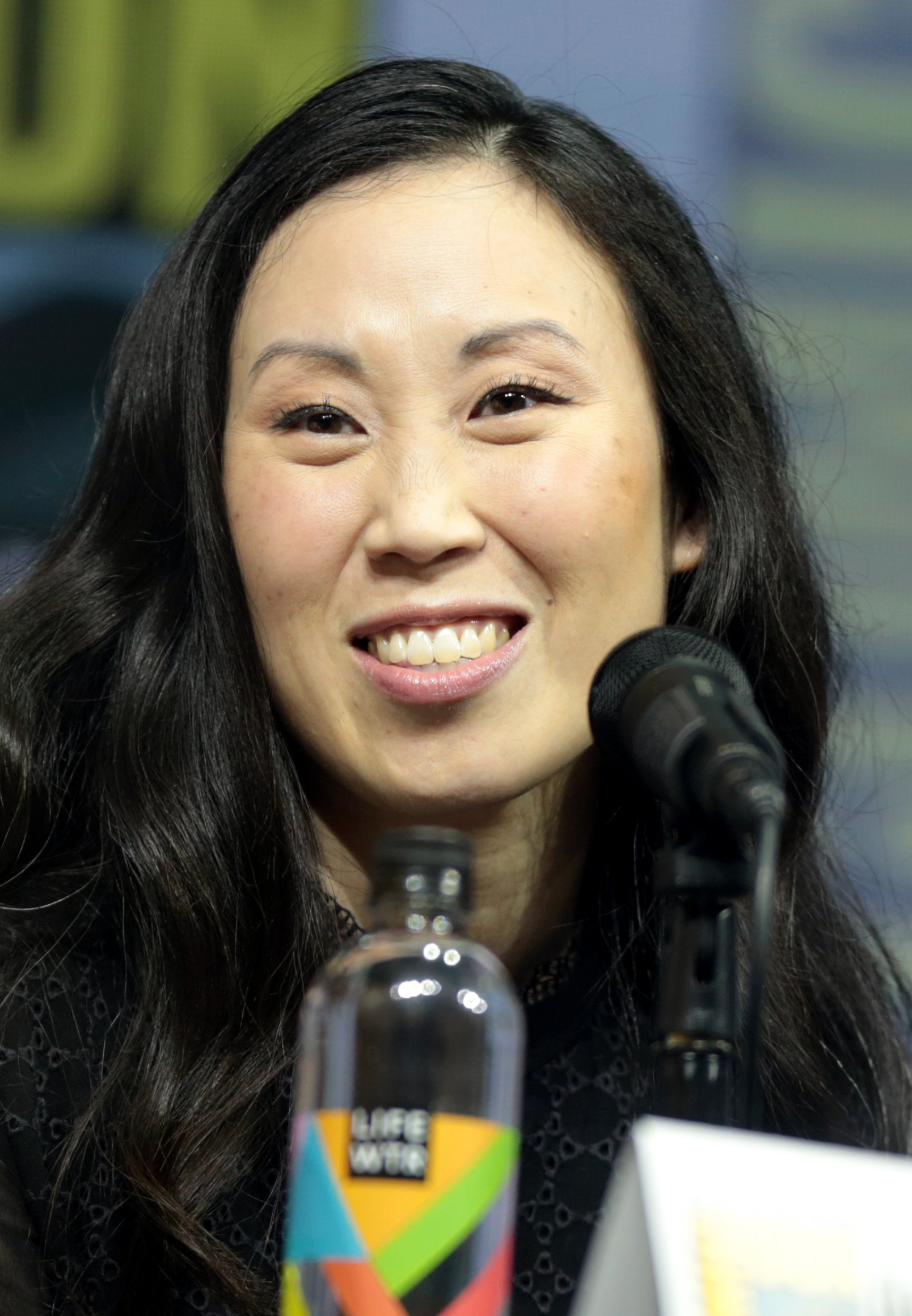
Angela Kang (2018)

Angela Kang (* 23. März 1976 in Irvine, Kalifornien) ist eine US-amerikanische Fernsehproduzentin und Drehbuchautorin, die vor allem als Showrunnerin der US-amerikanischen Fernsehserie The Walking Dead international bekannt wurde.

## Leben und Karriere
Angela Kang wurde 1976 in Irvine im US-Bundesstaat Kalifornien als Tochter koreanischer Einwanderer geboren. Am Occidental College in Los Angeles erwarb sie einen Bachelor of Arts in dem Fach Englisch und Vergleichende Literaturwissenschaften sowie dem Fach Theater. Sie publizierte zwischenzeitlich Kurzgeschichten und Lyrik und studierte danach an der University of Southern California das Fach Drehbuchschreiben mit dem Abschluss Master of Fine Arts. Daraufhin erhielt sie ein Folgestipendium, den Annenberg Graduation Fellowship.
Zuerst arbeitete sie als Praktikantin für die ABC-Serien Grey’s Anatomy und Private Practice und war später als Mitarbeiterin für die postapokalyptische NBC-Serie Day One tätig. 2010 verfasste sie Drehbücher für die kurzlebige FX-Serie Terriers, nachdem sie zuvor bereits Drehbücher für Kurzfilme verfasst hatte. 2011 wechselte sie dann als Story-Editorin und Autorin zur zweiten Staffel der renommierten AMC-Endzeit-Serie The Walking Dead. Schließlich wurde Kang zur Produzentin für die dritte Staffel (2012–2013), zur Co-Executive Producerin für die fünfte Staffel (2014–2015) und seit der neunten Staffel zur Showrunnerin von The Walking Dead im Jahr 2018 befördert und löste damit ihren Vorgänger Scott M. Gimple ab. Diese Funktion füllte sie bis zum Ende der Serie im Jahr 2022 aus. Seit 2023 arbeitet sie für die Nachfolgeserie The Walking Dead: Daryl Dixon mit Norman Reedus in der Hauptrolle als Ideengeberin und ausführende Produzentin.

## Filmografie (Auswahl)

### Fernsehproduzentin
- 2012–2022: The Walking Dead (Fernsehserie)
- 2023: The Walking Dead: Daryl Dixon (Fernsehserie)

### Drehbuchautorin
- 2004: Harlequin (Kurzfilm)
- 2009: Slow Pitch in Relief (Kurzfilm)
- 2010: Terriers (Fernsehserie, 12 Episoden)
- 2011–2022: The Walking Dead (Fernsehserie, 41 Episoden)